# Tudhoe
Tudhoe är en ort i civil parish Spennymoor, i kommunen Durham i grevskapet Durham, i England. Orten hade 9 533 invånare år 2021. Tudhoe var en civil parish 1866–1937 när blev den en del av Spennymoor. Civil parish hade 6 865 invånare år 1931.